# 孫紹騁
孫 紹騁（そん しょうてい、1960年7月 - ）は、中華人民共和国の官僚、政治家。山東省海陽県出身。現職は中華人民共和国退役軍人事務部部長兼党組書記、中央軍民融合発展委員会弁公室副主任。中国共産党第19期中央委員。

## 経歴
1960年7月、山東省海陽県で生まれる。1980年、 山東大学中文系に入学した。1984年を卒業。同年に中華人民共和国民政部へ入局した。以後、科員、主任科員、副処長、処長、副局長、局長、副部長を歴任した。
2012年7月、山東省人民政府副省長に転出。2014年9月、山西省に移り、省党委員会常務委員兼統戦部部長を経て、2016年11月、山西省人民政府副省長に就任。
2017年2月、中央に移り、民政部副部長（次官）兼党組副書記に就任。同年5月、国土資源部党組書記兼副部長に転任。2018年3月19日、退役軍人事務部部長兼党組書記に就任。